# Metallyra vicina
Metallyra vicina är en skalbaggsart som först beskrevs av Ferreira 1955.  Metallyra vicina ingår i släktet Metallyra och familjen långhorningar.
Artens utbredningsområde är Moçambique. Inga underarter finns listade i Catalogue of Life.